# Mistrzostwa Polski w Łyżwiarstwie Szybkim na Dystansach 1989
3. Mistrzostwa Polski w Łyżwiarstwie Szybkim na Dystansach 1989 odbyły się w dniach 17-20 grudnia 1988 roku na torze Stegny w Warszawie.

## Kobiety
| Konkurencja: | 1. miejsce                          | Rezultat | 2. miejsce                          | Rezultat | 3. miejsce                      | Rezultat |
| 500 m        | Zofia Tokarczyk AZS Zakopane        | 44,28    | Erwina Ryś-Ferens Marymont Warszawa | 44,68    | Ewa Borkowska Marymont Warszawa | 45,18    |
| 1000 m       | Erwina Ryś-Ferens Marymont Warszawa | 1:28,39  | Ewa Borkowska Marymont Warszawa     | 1:28,77  | Zofia Tokarczyk AZS Zakopane    | 1:28,79  |
| 1500 m       | Erwina Ryś-Ferens Marymont Warszawa | 2:17,50  | Ewa Borkowska Marymont Warszawa     | 2:19,00  | Agata Zdrojek Marymont Warszawa | 2:22,20  |
| 3000 m       | Erwina Ryś-Ferens Marymont Warszawa | 4:43,60  | Ewa Borkowska Marymont Warszawa     | 4:49,80  | Agata Zdrojek Marymont Warszawa | 4:59,00  |
| 5000 m       | Erwina Ryś-Ferens Marymont Warszawa | 8:40,71  | Agata Zdrojek Marymont Warszawa     | 8:57,24  | Ewa Borkowska Marymont Warszawa | 8:59,78  |

## Mężczyźni
| Konkurencja: | 1. miejsce                                | Rezultat | 2. miejsce                                | Rezultat | 3. miejsce                           | Rezultat |
| 500 m'       | Tomasz Jankowski Marymont Warszawa        | 39,69    | Grzegorz Baran Legia Warszawa             | 40,76    | Jacek Dobrowolski Legia Warszawa     | 40,87    |
| 1000 m       | Grzegorz Baran Legia Warszawa             | 1:21,52  | Tomasz Jankowski Marymont Warszawa        | 1:21,59  | Mariusz Maślanka Legia Warszawa      | 1:21,88  |
| 1500 m       | Jarosław Chyc-Olesiak Legia Warszawa      | 2:05,16  | Jaromir Radke Pilica Tomaszów Mazowiecki  | 2:06,30  | Mariusz Maślanka Legia Warszawa      | 2:07,00  |
| 5000 m       | Jaromir Radke Pilica Tomaszów Mazowiecki  | 7:26,58  | Andrzej Józwik Pilica Tomaszów Mazowiecki | 7:29,22  | Andrzej Makowski Zagłębie Lubin      | 7:31,41  |
| 10 000 m     | Andrzej Józwik Pilica Tomaszów Mazowiecki | 16:10,07 | Andrzej Makowski Zagłębie Lubin           | 16:16,32 | Jarosław Chyc-Olesiak Legia Warszawa | 16:23,76 |